# مردی که دنیا را فروخت (ترانه)
«مردی که دنیا را فروخت» (به انگلیسی: The Man Who Sold the World) ترانه‌ای از موسیقی‌دان انگلیسی دیوید بویی است. این ترانه در آلبوم سوم بویی که به همین نام بود، قرار دارد و در نوامبر ۱۹۷۰ در ایالات متحده و در آوریل ۱۹۷۱ در بریتانیا توسط مرکوری رکوردز منتشر شد. این ترانه در جلسات پایانی آلبوم ضبط شد و تونی ویسکانتی تهیه‌کنندگی آن را بر عهده داشت.
این ترانه توسط خواننده‌های دیگر هم بازخوانی شده است که از جمله قابل توجه‌ترین آن‌ها می‌توان به اجرای لولو و نیروانا و همچنین ترانه ای به همین نام توسط میج اوره اشاره کرد.

## نسخه نیروانا
کورت کوبین، خواننده و گیتاریست گروه نیروانا در فهرست ۵۰ آلبوم موسیقی برترش، آلبوم مردی که دنیا را فروخت را در جایگاه ۴۵ قرار داده است. یک نسخه زنده از این ترانه در سال ۱۹۹۳ ضبط شد و سال بعد در آلبوم آنپلاگد ام‌تی‌وی در نیویورک منتشر شد. همچنین این ترانه به صورت یک تک‌آهنگ تبلیغاتی برای آلبوم هم منتشر شد و به صورت گسترده توسط ایستگاه‌های رادیویی آلترنیتیو راک پخش شد.
بازخوانی این ترانه توسط نیروانا مورد توجه و استقبال رسانه‌ها و طرفداران قرار گرفت. بویی بازخوانی را خالصانه توصیف کرد و گفت «تا قبل از این [بازخوانی]، به ذهنم خطور نکرده بود که بخشی از چشم‌انداز موسیقی آمریکا هستم.» به دنبالِ انتشار آن، بویی از این واقعیت ابراز تاسف کرد که وقتی خودش این ترانه را اجرا می‌کرد، با «بچه‌هایی روبرو می‌شد که می‌آیند و می‌گویند: 'خیلی خوبه که داری آهنگ نیروانا رو اجرا می‌کنی'». رولینگ استون افزود: «اگر نشانه یک بازخوانی خوب این است که مردم حتی متوجه بازخوانی بودن آن نمی‌شوند، نیروانا قطعاً کار خوبی انجام داده است» و اینکه «این ترانه پس از مرگ کوبین نیز معنای جدیدی پیدا کرد.» نسخهٔ نیروانا در جایگاه نخست نظرسنجی خوانندگان این مجله از بهترین ترانه‌های بازخوانی‌شدهٔ زنده رتبه‌بندی شد.

## نسخه میج اوره
از این نسخه از ترانه در بازی متال گیر سالید ۵: فانتوم پین استفاده شده است.